# Draft de la NBA de 1996
El Draft de la NBA de 1996 fue el número 54 de los celebrados por la NBA. Tuvo lugar el 26 de junio en East Rutherford, Nueva Jersey. Está considerado como uno de los drafts que ha proporcionado jugadores con más talento a la NBA. De hecho, la tercera parte de los elegidos en la primera ronda han llegado a ser considerados All Stars. De entre todos ellos, destacar la presencia de jugadores All-Star como Kobe Bryant, Allen Iverson, Ray Allen, Ben Wallace o Steve Nash.

## Primera ronda

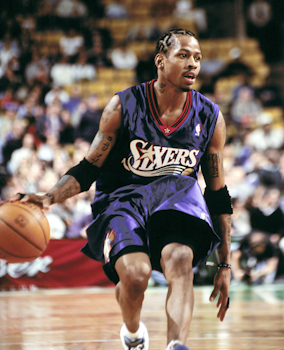
Allen Iverson, primera elección de Philadelphia76ers

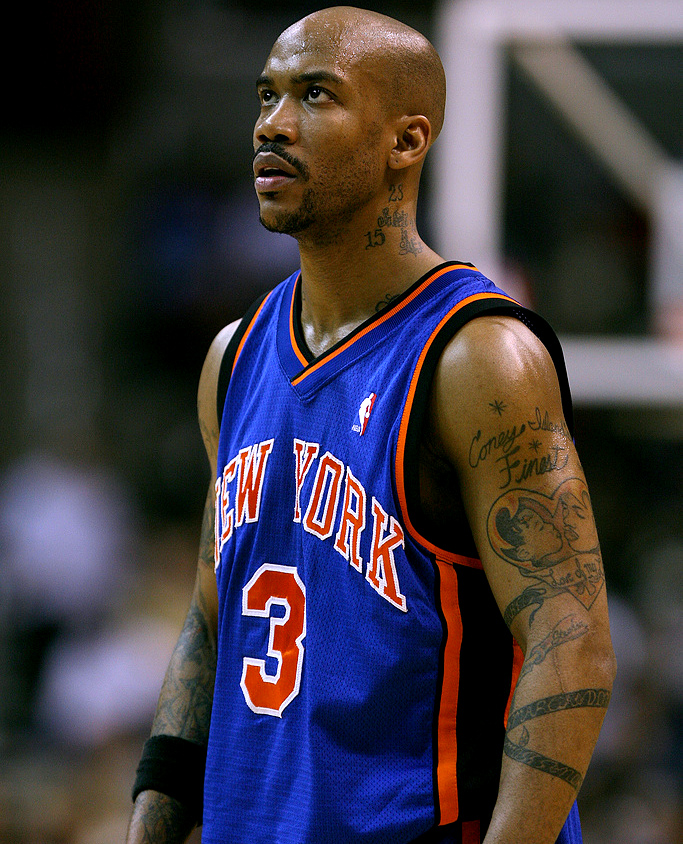
Stephon Marbury, la 4.ª elección.

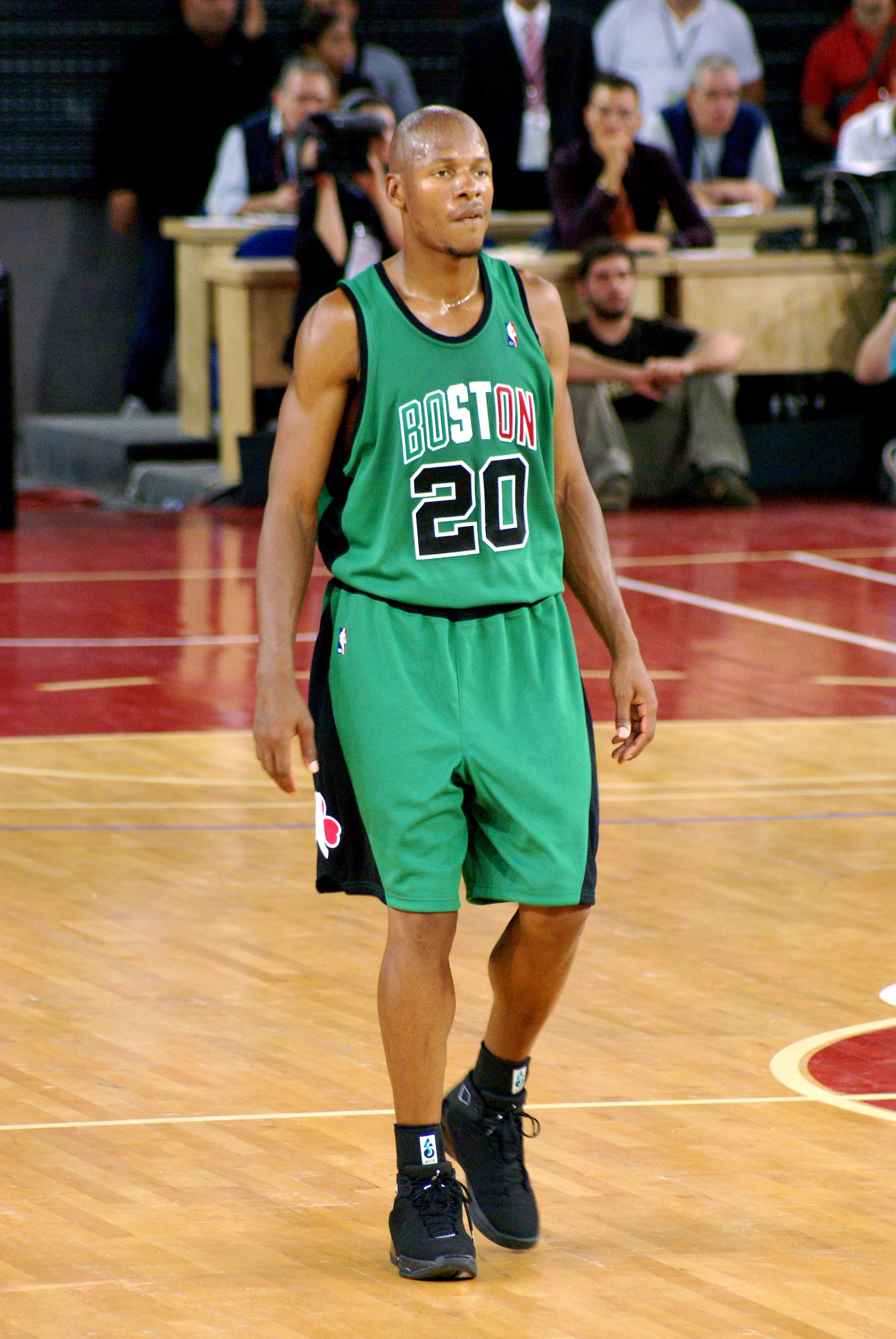
Ray Allen, la 5.º elección.

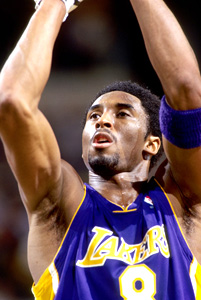
Kobe Bryant, la 13° elección.

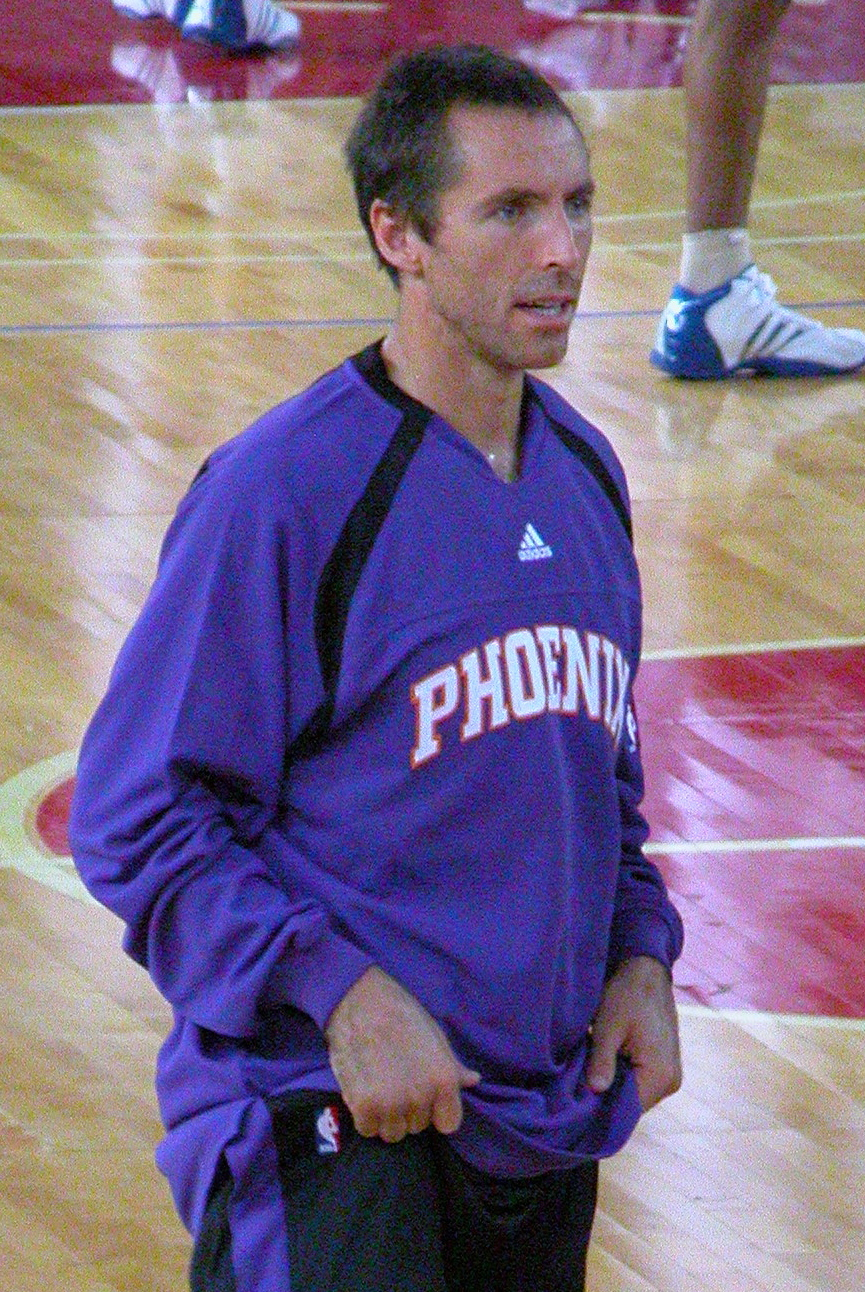
Steve Nash, la 15.ª elección.

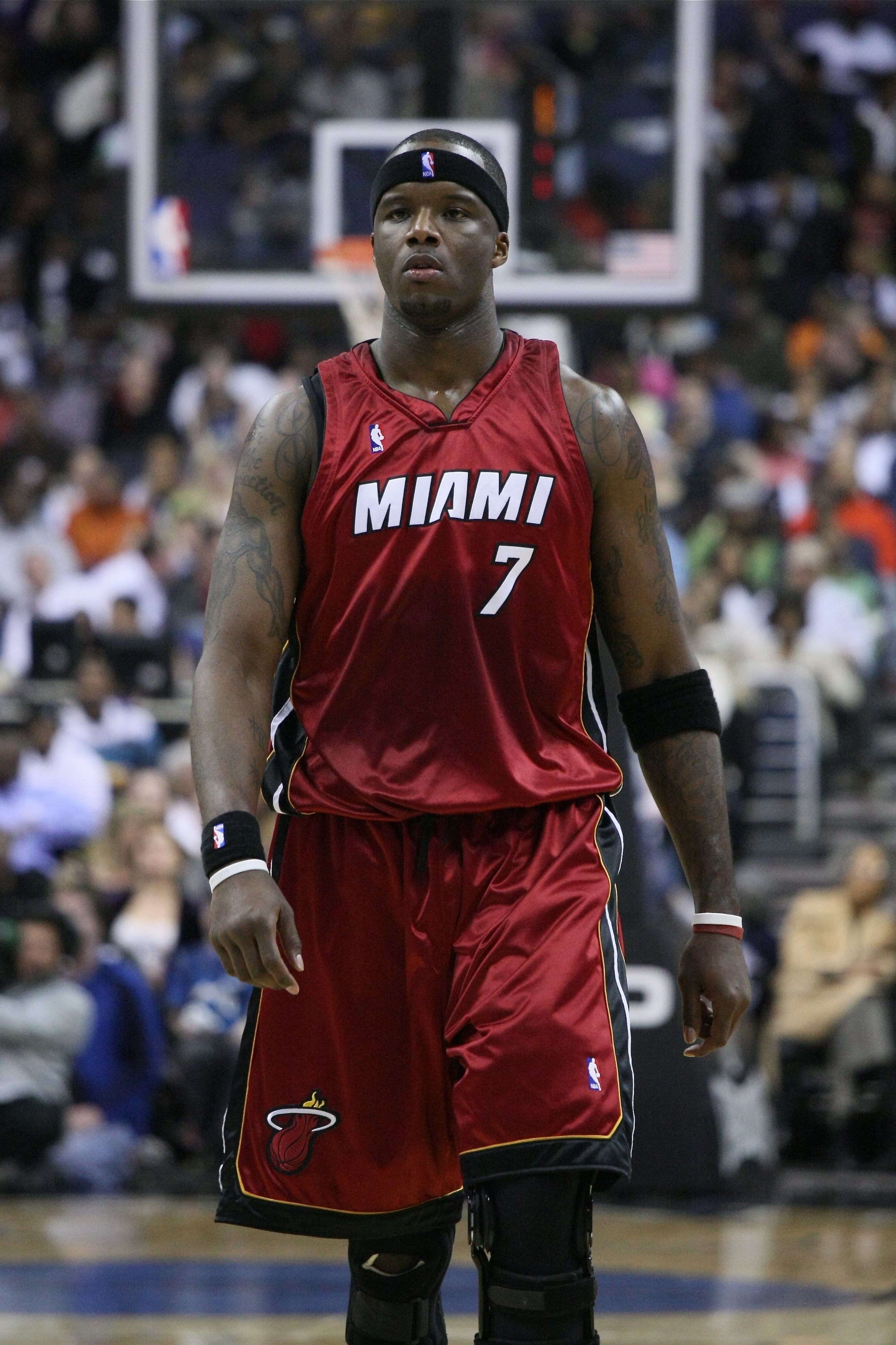
Jermaine O'Neal, la 17.ª elección.

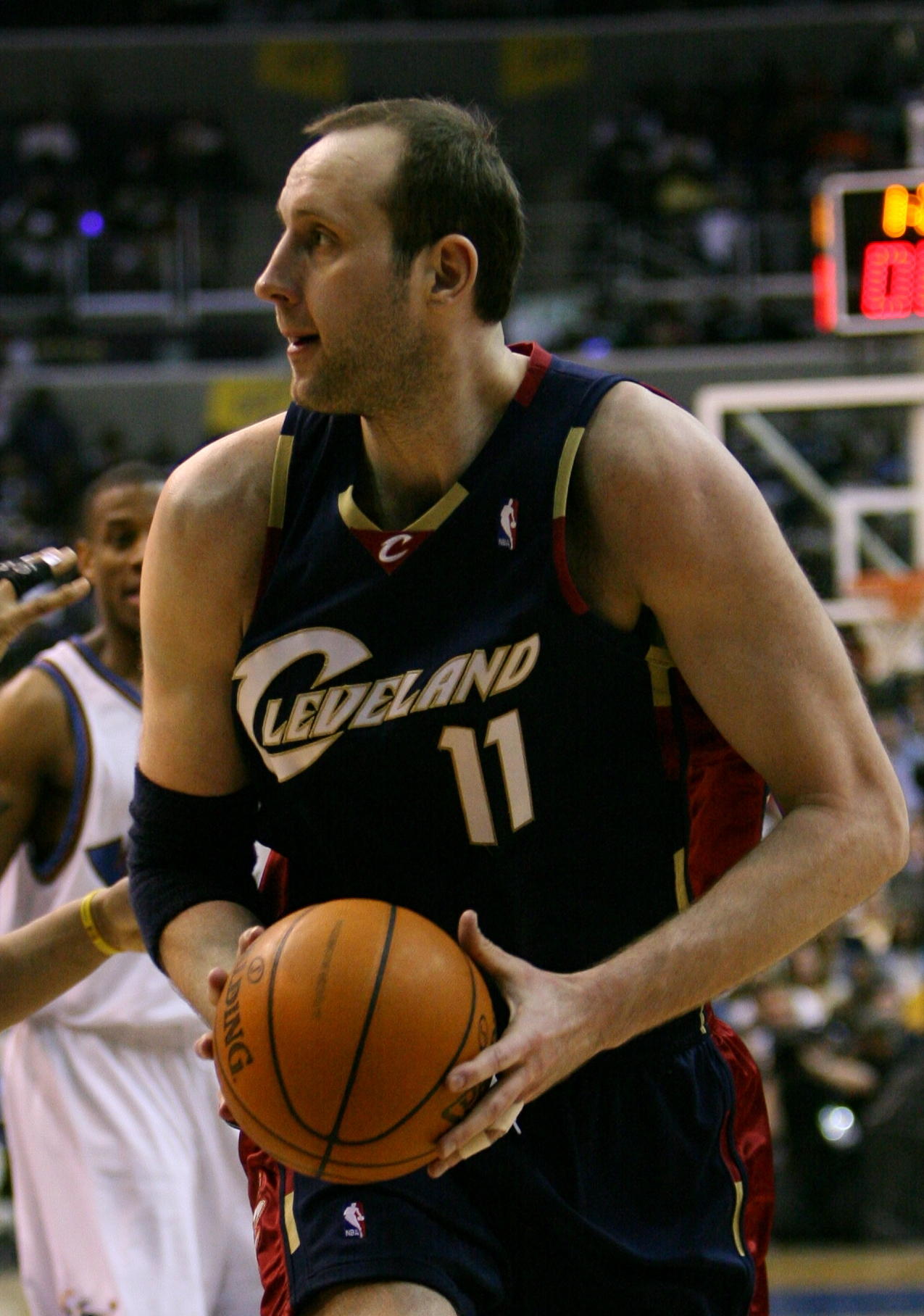
Žydrūnas Ilgauskas, la 20.ª elección.

|  | Denota jugador miembro del Basketball Hall of Fame                                                 |
|  | Denota jugador que ha sido seleccionado al menos en un All-Star Game y un Mejor Quinteto de la NBA |
|  | Denota jugador que ha sido seleccionado al menos en un All-Star Game                               |
|  | Denota jugador que nunca ha jugado en la NBA                                                       |

| Pick | Jugador                  | Nacionalidad   | Equipo NBA | Universidad/Club                   |
| ---- | ------------------------ | -------------- | --- | ---------------------------------- |
| 1    | Allen Iverson(PG)        | Estados Unidos | Philadelphia 76ers | Georgetown                         |
| 2    | Marcus Camby (C)         | Estados Unidos | Toronto Raptors | UMass                              |
| 3    | Shareef Abdur-Rahim (PF) | Estados Unidos | Vancouver Grizzlies | California                         |
| 4    | Stephon Marbury (PG)     | Estados Unidos | Milwaukee Bucks (traspasado a Minnesota a cambio de los derechos de Ray Allen y una futura elección en primera ronda)                  | Georgia Tech                       |
| 5    | Ray Allen (SG)           | Estados Unidos | Minnesota Timberwolves (traspasado, a cambio de una futura elección en primera ronda, a Milwaukee por los derechos de Stephon Marbury) | UConn                              |
| 6    | Antoine Walker (PF)      | Estados Unidos | Boston Celtics (desde Dallas) | Kentucky                           |
| 7    | Lorenzen Wright (C)      | Estados Unidos | Los Angeles Clippers | Memphis                            |
| 8    | Kerry Kittles (SG)       | Estados Unidos | New Jersey Nets | Villanova                          |
| 9    | Samaki Walker (PF)       | Estados Unidos | Dallas Mavericks (desde Boston) | Louisville                         |
| 10   | Erick Dampier (C)        | Estados Unidos | Indiana Pacers (desde Denver) | Mississippi State                  |
| 11   | Todd Fuller (C)          | Estados Unidos | Golden State Warriors | NC State                           |
| 12   | Vitaly Potapenko (C)     | Ucrania        | Cleveland Cavaliers (desde Washington)                                                                                                 | Wright State                       |
| 13   | Kobe Bryant (SG)         | Estados Unidos | Charlotte Hornets (traspasado a Lakers a cambio de Vlade Divac)                                                                        | Lower Merion HS (Lower Merion, PA) |
| 14   | Predrag Stojaković (SF)  | Serbia         | Sacramento Kings | PAOK Salónica (Grecia)             |
| 15   | Steve Nash (PG)          | Canadá         | Phoenix Suns | Santa Clara                        |
| 16   | Tony Delk (SG)           | Estados Unidos | Charlotte Hornets (desde Miami) | Kentucky                           |
| 17   | Jermaine O'Neal (F/C)    | Estados Unidos | Portland Trail Blazers | Eau Claire HS (Columbia, SC)       |
| 18   | John Wallace (PF)        | Estados Unidos | New York Knicks (desde Detroit) | Syracuse                           |
| 19   | Walter McCarty (PF)      | Estados Unidos | New York Knicks (desde Atlanta Hawks)                                                                                                  | Kentucky                           |
| 20   | Žydrūnas Ilgauskas (C)   | Lituania       | Cleveland Cavaliers | Atletas (Lituania)                 |
| 21   | Dontae Jones (PF)        | Estados Unidos | New York Knicks | Mississippi State                  |
| 22   | Roy Rogers (PF)          | Estados Unidos | Vancouver Grizzlies (desde Houston) | Alabama                            |
| 23   | Efthimios Rentzias (C)   | Grecia         | Denver Nuggets (desde Indiana) | PAOK Salónica BC (Grecia)          |
| 24   | Derek Fisher (PG)        | Estados Unidos | Los Angeles Lakers | Arkansas-Little Rock               |
| 25   | Martin Müürsepp (PF)     | Estonia        | Utah Jazz (Ttraspasado a Miami a cambio de una futura elección en primera ronda)                                                       | Kalev Tallinn (Estonia)            |
| 26   | Jerome Williams (F)      | Estados Unidos | Detroit Pistons (desde San Antonio) | Georgetown                         |
| 27   | Brian Evans (F)          | Estados Unidos | Orlando Magic | Indiana                            |
| 28   | Priest Lauderdale (C)    | Estados Unidos | Atlanta Hawks (from Seattle) | Peristeri (Grecia)                 |
| 29   | Travis Knight (C)        | Estados Unidos | Chicago Bulls (traspasado a los Lakers)                                                                                                | UConn                              |

## Segunda ronda
| Pick | Jugador                   | Nacionalidad   | Equipo NBA             | Universidad/Club         |
| ---- | ------------------------- | -------------- | ---------------------- | ------------------------ |
| 30   | Othella Harrington (PF/C) | Estados Unidos | Houston Rockets        | Georgetown               |
| 31   | Mark Hendrickson (PF)     | Estados Unidos | Philadelphia 76ers     | Washington State         |
| 32   | Ryan Minor (SG)           | Estados Unidos | Philadelphia 76ers     | Oklahoma                 |
| 33   | Moochie Norris (PG)       | Estados Unidos | Milwaukee Bucks        | West Florida             |
| 34   | Shawn Harvey (PG)         | Estados Unidos | Dallas Mavericks       | West Virginia State      |
| 35   | Joseph Blair (C)          | Estados Unidos | Seattle SuperSonics    | Arizona                  |
| 36   | Doron Sheffer (SG)        | Israel         | Los Angeles Clippers   | UConn                    |
| 37   | Jeff McInnis (G)          | Estados Unidos | Denver Nuggets         | North Carolina           |
| 38   | Steve Hamer (C)           | Estados Unidos | Boston Celtics         | Tennessee                |
| 39   | Russ Millard (PF)         | Estados Unidos | Phoenix Suns           | Iowa                     |
| 40   | Marcus Mann (PF)          | Estados Unidos | Golden State Warriors  | Mississippi Valley State |
| 41   | Jason Sasser (SF)         | Estados Unidos | Sacramento Kings       | Texas Tech               |
| 42   | Randy Livingston (SG)     | Estados Unidos | Houston Rockets        | LSU                      |
| 43   | Ben Davis (PF)            | Estados Unidos | Phoenix Suns           | Arizona                  |
| 44   | Malik Rose (PF)           | Estados Unidos | Charlotte Hornets      | Drexel                   |
| 45   | Joe Vogel (C)             | Estados Unidos | Seattle SuperSonics    | Colorado State           |
| 46   | Marcus Brown (G)          | Estados Unidos | Portland Trail Blazers | Murray State             |
| 47   | Ron Riley (SG/SF)         | Estados Unidos | Seattle SuperSonics    | Arizona State            |
| 48   | Jamie Feick (PF)          | Estados Unidos | Philadelphia 76ers     | Michigan State           |
| 49   | Amal McCaskill (C)        | Estados Unidos | Orlando Magic          | Marquette                |
| 50   | Terrell Bell (C)          | Estados Unidos | Houston Rockets        | Georgia                  |
| 51   | Chris Robinson (SG)       | Estados Unidos | Vancouver Grizzlies    | Western Kentucky         |
| 52   | Mark Pope (PF)            | Estados Unidos | Indiana Pacers         | Kentucky                 |
| 53   | Jeff Nordgaard (SF)       | Estados Unidos | Milwaukee Bucks        | Wisconsin-Green Bay      |
| 54   | Shandon Anderson (SF)     | Estados Unidos | Utah Jazz              | Georgia                  |
| 55   | Ronnie Henderson (SG)     | Estados Unidos | Washington Bullets     | LSU                      |
| 56   | Reggie Geary (SG)         | Estados Unidos | Cleveland Cavaliers    | Arizona                  |
| 57   | Drew Barry (PG)           | Estados Unidos | Seattle SuperSonics    | Georgia Tech             |
| 58   | Darnell Robinson (C)      | Estados Unidos | Dallas Mavericks       | Arkansas                 |

## Jugadores destacados no incluidos en el draft
Estos jugadores no fueron seleccionados en el draft de la NBA de 1996, pero han jugado al menos un partido en la NBA.
| Jugador          | Pos. | Nacionalidad   | Universidad/Club                           |
| ---------------- | ---- | -------------- | ------------------------------------------ |
| Chucky Atkins    | G    | Estados Unidos | South Florida (Sr.)                        |
| Adrian Griffin   | G    | Estados Unidos | Seton Hall (Sr.)                           |
| Darvin Ham       | F    | Estados Unidos | Texas Tech (Sr.)                           |
| Ruben Wolkowyski | C    | Argentina      | Quilmes de Mar del Plata (Argentina) (Sr.) |
| Horacio Llamas   | C    | México         | Grand Canyon (Sr.)                         |
| Erick Strickland | G    | Estados Unidos | Nebraska (Sr.)                             |
| Ben Wallace      | C    | Estados Unidos | Virginia Union (Sr.)                       |